# 門倉亜美
門倉 亜美（かどくら あみ、1987年1月31日 - ）は、日本で活動していたファッションモデル、女優、タレント。東京都出身。

## 略歴
2009年9月5日、「第9回東京ガールズコレクション2009 A/W」で第7回ミスTGC準グランプリ受賞。テレビ番組『ゴールドハウス』とのコラボ企画による敗者復活枠からファイナリストに選出された。
2011年、所属事務所YMNの公式サイトからプロフィール欄が消える。

## 人物
趣味はゴルフ、サーフィン、映画鑑賞。特技はトロンボーン、書道8段。

## 出演

### テレビ番組
- 朝まるJUST（2009年7月、チバテレ） - JBSリポーター
- Do!WATCH! （2009年7月、チバテレ）
- ゴールドハウス（2009年8月25日 - 9月8日、フジテレビ）
- BSブランチ（2009年10月 - 2010年10月、BS-TBS） - BSブランチガール8期生[1]
- 世界最強の勇者たち 3・4（2009年10月3日・2010年1月5日、日本テレビ） - 再現VTR・井上怜奈 役（第3回）
- 全力坂（2010年1月6日・12日、テレビ朝日）
- fashionwalker.TV〜東京ガールズコレクション編〜（2010年3月12日、ショップチャンネル）

### 映画
- 宿命のジオード（2010年2月） - 八代恵里香 役

### CM
- いちやまマート「コーヒーピーンズ」「生切り餅」「国産きなこ大豆」「ふんわりかすてら」編（2009年7月 - ）

### その他
- スパッツィオ（2009年 - ） - カタログモデル
- 東京ガールズコレクション（'09A/W、'10S/S）
- mediba「スマホガールTV」（2011年12月 - ）